# Camisia tatrica
Camisia tatrica är en kvalsterart som beskrevs av Ziemowit Olszanowski 1994. Camisia tatrica ingår i släktet Camisia och familjen Camisiidae. Inga underarter finns listade.